# Мегарская псефизма
Мегарская псефизма — решение Народного собрания Древних Афин 433—432 годов до н. э., которое запрещало купцам Мегары торговать на рынках Аттики, а их кораблям — заходить в порты Афинского морского союза. По сути Мегаре была объявлена морская блокада.
Инициатором постановления, которое привело к упадку экономики Мегары, называют Перикла. Существует несколько версий относительно истинных целей псефизмы. По одной, Афины стремились вынудить Мегару снова выйти из Пелопоннесского союза, по другой — стремились заблокировать доступ пелопоннессцам к необходимым для постройки флота товарам.
Античные источники называют Мегарскую псефизму главной причиной начала Пелопоннесской войны. Мегарцы и коринфяне, которых непосредственно затронула торговая блокада, обратились за помощью к спартанцам. Посольство в Афины не достигло каких-либо результатов. Плутарх передаёт историю, как Перикл ответил спартанцам, что им по законам запрещено разбивать доски с начертанными постановлениями Народного собрания. Тогда один из послов предложил: «А ты не уничтожай доску, а только переверни её: ведь нет закона, запрещающего это». Такие слова, хоть и показались остроумными, не заставили афинян пойти на уступки. Современные историки не столь категоричны в оценках. Они подчёркивают, что между Афинским морским союзом и союзными Спарте государствами существовали и другие противоречия. В данном контексте Мегарскую псефизму следует рассматривать лишь одной из причин начала общегреческой войны.

## Взаимоотношения Афин и Мегары
Мегарида граничила с Аттикой. Географическое месторасположение Мегары обуславливало её важное стратегическое значение. На момент описываемых событий Мегара входила во враждебный Афинам Пелопоннесский союз, главным участником которого была Спарта. Общая граница делала Афины более уязвимыми для вторжения на территорию Аттики со стороны пелопоннесцев. Через расположенную в области Коринфского перешейка Мегариду в условиях сложности навигации вокруг Пелопоннеса проходили торговые пути между Эгейским и Ионическим морями.
Мегара не всегда находилась в лагере противников Афин. В 460 году до н. э. началась Малая Пелопоннесская война. Её формальным поводом стал приграничный конфликт между Коринфом и Мегарой. Мегара покинула Пелопоннесский и вступила в Афинский морской союз. В 446 году до н. э. на фоне поражения афинян при Коронее, антиафинских восстаний в Беотии и на Эвбее, Мегара разорвала отношения с Афинами (при этом афинские гарнизоны в Мегариде были предательски уничтожены) и вновь присоединилась к Пелопоннесскому союзу. По условиям Тридцатилетнего мира 446/445 годов до н. э. Афины были вынуждены отказаться от контроля над Мегарой. Также по условиям мирного договора была предусмотрена свобода мореплавания и торговли. Однако текст договора, по всей видимости, мог предполагать различные трактовки.

## Содержание и причины принятия псефизмы
Информация о постановлении Народного собрания Древних Афин, которое в историографии называют «мегарской псефизмой», содержится в нескольких античных источниках. Современные историки не могут определить точную дату её принятия. Историки С. Я. Лурье и Э. Д. Фролов датируют событие зимой 433/432 года до н. э. Первые сведения в античных источниках о существовании псефизмы связаны с событиями 432 года до н. э. Фукидид передаёт её суть словами: «мегарцам запрещается пользование гаванями в пределах афинской державы и аттическим рынком». Учитывая расположение Мегары и территорию Первого Афинского морского союза, городу была объявлена морская блокада. Ориентированная на торговлю с Афинами экономика Мегары быстро пришла в упадок.
Официальным поводом для такого поступка были обвинения, что мегарцы незаконно распахали священную и спорную землю Элевсина, а также укрывали беглых рабов. Большинство античных источников называют истинными причинами декрета личные мотивы Перикла. Плутарх пишет, что для разрешения конфликта с Мегарой по спорному участку земли Афины отправили посла, который погиб при невыясненных обстоятельствах. Народ связал его смерть с действиями мегарцев и, согласно Плутарху, постановил: «вражда с мегарянами должна … продолжаться вечно, без перемирия и без переговоров; каждый мегарянин, вступивший на землю Аттики, подлежал смертной казни; стратеги, принося унаследованную от отцов присягу, должны … прибавлять к ней клятву, что они по два раза в год будут вторгаться в мегарскую землю». По всей видимости, в данном случае имеет место анахронизм. Если такая формулировка и была принята Народным собранием, то она должна быть датирована временем после, а не до начала Пелопоннесской войны. Большинство историков отвергают идентичность Мегарской псефизмы и данного, описанного у Плутарха, постановления. Диодор Сицилийский объяснял мегарскую псефизму желанием Перикла переключить внимание народа на внешнеполитические вопросы, тем самым решив собственные проблемы. Наиболее зло высмеял мегарскую псефизму Аристофан, который связал её принятие с желанием Перикла угодить своей возлюбленной — гетере Аспасии:
Но вот в Мегарах, после игр и выпивки,
Симефу-девку молодёжь похитила.
Тогда мегарцы, горем распалённые,
Похитили двух девок у Аспасии.
И тут война всегреческая вспыхнула,
Три потаскушки были ей причиною.
И вот Перикл, как олимпиец, молнии
И громы мечет, потрясая Грецию.
Его законы, словно песня пьяная:
«На рынке, в поле, на земле и на море
Мегарцам находиться запрещается».
Современные учёные приводят несколько версий относительно принятия мегарской псефизмы. По одной из них, Перикл стремился вынудить Мегару покинуть Пелопоннесский союз и вновь стать одним из союзных Афинам полисов. По другой, Афины стремились заблокировать доступ пелопоннесцам к необходимым для создания морского флота товарам. Историк Х. Туманс высказал сходные с античными оценки. Он считал, что решение об экономической блокаде Мегары сложно объяснить чем-либо, кроме уязвлённого самолюбия Перикла и его желания отомстить непокорному Афинам городу. Перикл был уверен, что доведённые до голода блокадой мегаряне будут вынуждены пойти на все необходимые Афинам уступки. Кроме непосредственно Мегары, от псефизмы сильнее других членов Пелопоннесского союза пострадал Коринф. Торговая блокада города на восточном побережье Коринфского перешейка нарушала торговые пути через Коринф. Мегарскую псефизму могут называть первыми документально засвидетельствованными экономическими санкциями в истории, в качестве элемента принуждения в мировой политике.

## Ближайшие последствия. Реакция Пелопоннесского союза
Античные источники называют мегарскую псефизму главной причиной Пелопоннесской войны, что с точки зрения современной историографии является преувеличением. Экономические последствия торговой блокады ощутили несколько союзных Спарте государств. Мегара не располагала достаточными пахотными землями, и запрет на поставку зерна угрожал ей голодом. Торговое эмбарго насторожило и других членов Пелопоннесского союза, с которыми Афины могли поступить так же, как и с Мегарой. В историографии существует мнение, что псефизма не имела столь разрушительных последствий, так как мегарские купцы могли быстро переориентироваться на рынки Великой Греции, Карфагена, Фессалии и других неподвластных Афинам областей Древнего мира. В 432 году до н. э. в Спарте состоялся конгресс, на который также пригласили афинян. Коринфяне выступали за немедленное начало войны. Среди прочих обвинений послы Коринфа заявили:
И те из нас, кто уже имел дело с афинянами, не нуждаются в наставлениях, что с ними нужно быть настороже. Но те, кто живёт в глубине страны, далеко от моря, должны знать, что вывоз их собственных продуктов, а также ввоз товаров морем на материк будет значительно затруднён, если они теперь же не защитят приморские города. Поэтому они не должны выносить неправильное решение по обсуждаемому вопросу, воображая, будто он вовсе их не касается. Если они покинут приморские города на произвол судьбы, то, без сомнения, опасность дойдёт когда-нибудь и до них, так что и теперь речь идёт также и об их интересах.
К коринфянам присоединились мегарцы. Они жаловались на закрытые гавани для их купцов. Ситуацию подытожил Аристофан в комедии «Ахарняне»:
Тогда мегарцы, натерпевшись голода,
Спартанцев просят отменить решение
...
Но, помилуйте,
Что оставалось им?
После того, как обе стороны высказались, представители спартанских властей удалились на совещание. На нём звучали разные мнения. Царь Архидам II считал, что Спарта не готова к войне, и необходимо сделать всё, чтобы её отсрочить. Однако возобладала воинственная позиция эфора Сфенелаида. Во многом она была обусловлена ультиматумом Коринфа, который заявил, что если война не начнётся, то он выйдет из Пелопоннесского союза. Большинство членов совета проголосовали за начало военных действий. Таким образом, Мегарская псефизма стала одной из причин начала общегреческой войны.
С запретом жителям Мегары посещать Афины связана история об ученике Сократа Евклиде. Гражданин Мегары Евклид был вынужден пробираться в Афины тайком по вечерам в женском платье. Только так он мог посетить ночные застолья с участием своего учителя. Утром, вновь облачившись в женское платье, Евклид покидал город и шёл пешком около 30 км обратно домой в Мегару.

## Попытки заставить Афины отменить псефизму
Между решением начать войну и непосредственно началом военных действий прошло около года. Стороны были заняты подготовкой к войне. Спартанцы отправили в Афины несколько посольств. Они высказали ряд требований, основным из которых было отмена или приостановление действия Мегарской псефизмы. Согласно Плутарху, главным противником уступок спартанцам был Перикл. Он сослался на закон, которым запрещалось уничтожать доски с законами. Тогда, один из членов спартанского посольства Полиалк предложил: «А ты не уничтожай доску, а только переверни её: ведь нет закона, запрещающего это».
Хоть эти слова и показались остроумными, афиняне не уступили. Фукидид передаёт речь Перикла, в которой тот указывал на неизбежность войны. Также он доказывал, что уступки лишь ослабят Афины и не предотвратят войны. Перикл подчёркивал, что сохранение мегарской псефизмы не является принципиальным для Афин. Однако это будет воспринято как слабость, что повлечёт дополнительные требования. А так как война неизбежна, то уступки в вопросе о мегарской псефизме не помогут сохранить мир. Более того, если спартанцы начнут войну, то именно Афины выйдут из неё победителями. Впоследствии, из-за такой позиции Перикла и его нежелания идти на уступки, афинского стратега стали считать главным и чуть ли не единственным виновником начала Пелопоннесской войны. Представления народа о роли Перикла в развязывании кровопролитной войны нашли отображения в комедии Аристофана «Мир»:
Перикл. Боялся он невзгоды для себя.
Ваших прихотей страшился, ваши зубы злые знал.
Чтобы самому не сгибнуть, в город он метнул пожар.
Бросил маленькую искру — о мегарянах закон.

и раздул войну такую, что у эллинов глаза
Выжег дым до слёз горючих.

### Античные источники
- Авл Геллий. Аттические ночи. Книги I—Х. — Гуманитарная Академия, 2007. — 480 с. — (Bibliotheca classica). — ISBN 978-5-93762-027-9.
- Андокид. Речи, или история святотатцев / Перевод и комментарии Э. Д. Фролова. — СПб.: Алетейя, 1996. — 256 с. — (Античная библиотека. Античная история). — ISBN 5-85233-003-26.
- Аристофан. Комедии: В 2-х т. / Коммент. В. Ярхо. — М.: Искусство, 1983. — Т. 1. — 440 с. — (Античная драматургия. Греция).
- Диодор Сицилийский. Историческая библиотека / Перевод, статья, комментарии и указатель О. П. Цыбенко.. — М.: Лабиринт, 2000. — (Античное наследие).
- Плутарх. Сравнительные жизнеописания в двух томах / Перевод С. П. Маркиша, обработка перевода для настоящего переиздания — С. С. Аверинцева, переработка комментария — М. Л. Гаспарова.. — второе. — М.: Наука, 1994.
- Фукидид. История. — М.: АСТ, Ладомир, 1999. — 736 с. — ISBN 5-86218-359-0.

### Современные исследования
- Бузескул В. П. Перикл. Историко-критический этюд. — Харьков: Типография Губернского правления, 1889.
- Гущин В. Р. Архидам и начало Пелопоннесской войны // Исседон - ΙΣΣΕΔΩΝ: Альманах по древней истории и культуре. — Екатеринбург: Изд-во Гуманит. ун-та, 2002. — Т. 1. — С. 53—62. — ISSN 1683-7037.
- Доватур А. И. Фукидид и мегарская псефизма Перикла // Вестник древней истории  / Институт всеобщей истории АН СССР. — М.: Наука, 1982. — Вып. 159, № 1. — С. 129—134.
- Кембриджская история древнего мира / Под редакцией Д.-М. Льюиса, Дж. Бордмэна, Дж.-К. Дэвиса, М. Оствальда. — М.: Ладомир, 2014. — Т. V. Пятый век до нашей эры. — ISBN 978-5-86218-519-5.
- Лурье С. Я. История Греции / Составитель, автор вступительной статьи Э. Д. Фролов. — СПб.: Издательство С.-Петербургского ун-та, 1993. — 658 с. — 800 экз. — ISBN 5-288-00645-8.
- Любимцев Ю. Н. Конфликт Спарты и Афин 457—451 годов до н. э. и его значение в первой Пелопоннесской войне // Via in tempore. История. Политология. — Белгородский государственный национальный исследовательский университет, 2017. — Т. 44, вып. 271, № 22. — С. 5—12. — ISSN 2687-0967.
- Нагучев М. М., Болик А. В. Экономические войны Античности // Электронный сетевой политематический журнал "Научные труды КубГТУ". — 2018. — № 6. — С. 250—258. — ISSN 2312-9409.
- Строгецкий В. М. Античная традиция о причинах Пелопоннесской войны и отношение к ней в современной западноевропейской историографии // Вестник древней истории  / Институт всеобщей истории АН СССР. — М.: Наука, 1984. — № 4. — С. 114—123.
- Строгецкий В. М. Полис и империя в классической Греции: Учебное пособие. — Н. Новгород: НГПИ им. М. Горького, 1991. — 244 с.
- Строгецкий В. М. Афины и Спарта. Борьба за гегемонию в Греции в V в. до н. э. (478-431 гг.) / Отв. ред. Μ. М. Холод. — СПб.: Изд-во С.-Петерб. ун-та, 2008. — 291 с. — (Res Militaris). — ISBN 978-5-288-04619-3.
- Древняя Греция / ответственные редакторы академик В. В. Струве, доктор исторических наук Д. П. Каллистов. — М.: Издательство АН СССР, 1956. — 10 000 экз.
- Суриков И. Е. Античная Греция: политики в контексте эпохи: время расцвета демократии. — М.: Наука, 2008. — 383 с. — ISBN 978-5-02-036984-9.
- Суриков И. Е. Очерки об историописании в классической Греции. — М.: Языки славянских культур, 2011. — 504 с. — (Studia historica). — ISBN 978-5-9551-0489-8.
- Терновая Л. О. Геополитическая детерминированность экономических санкций  / Вестник БИСТ (Башкирского института социальных технологий). — 2015. — Вып. 26, № 1. — С. 117—126. — ISSN 2078-9033.
- Туманс Х. Перикл на все времена // Вестник РГГУ. Серия: Литературоведение. Языкознание. Культурология. — Российский государственный гуманитарный университет, 2010. — Вып. 53, № 10. — С. 117—154. — ISSN 2073-6355.
- MacDonald Brian R. The Import of Attic Pottery to Corinth and the Question of Trade during the Peloponnesian War (англ.) // The Journal of Hellenic Studies. — The Society for the Promotion of Hellenic Studies, 1982. — Vol. 102. — P. 113—123. — doi:10.2307/631131. — JSTOR 631131.
- MacDonald Brian R. The Megarian Decree (англ.) // Historia: Zeitschrift für Alte Geschichte. — Franz Steiner Verlag, 1983. — Vol. 32, no. 4. — P. 385—410. — JSTOR 4435862.
- Natorp P. Eukleides aus Megara // Paulys Realencyclopädie der classischen Altertumswissenschaft :  [нем.] / Georg Wissowa. — Stuttgart : J. B. Metzler’sche Verlagsbuchhandlung, 1907. — Bd. VI, Erste Hälfte (VI, 1). — Kol. 1000—1003.
- Stadter Philip A. Plutarch, Charinus, and the Megarian Decree (англ.) // Greek, Roman and Byzantine Studies. — 1984. — Vol. 25. — P. 351—372.